# Dominikanska självständighetskriget
Dominikanska självständighetskriget var det krig som slutligen gjorde Dominikanska republiken självständigt från Haiti 1844. Före kriget hade hela ön Hispaniola kontrollerats av Haiti i över 22 år, då Haiti ockuperade Republiken Spanska Haiti 1822. Kriget utkämpades åren 1843-1849.

## Slag
- Slaget vid Cabeza de Las Marías (13–18 mars 1844)
- Slaget vid Azua (19 mars 1844)
- Slaget vid Santiago (30 mars 1844)
- Slaget vid El Memiso (13 april 1844)
- Slaget vid Tortuguero (15 april 1844)
- Slaget vid Estrelleta (17 september  1845)
- Slaget vid Beler (27 november 1845)
- Slaget vid El Número (19 april 1849)
- Slaget vid Las Carreras (21 april 1849)